# توبوز أباد (أرومية)
توبوز أباد هي قرية في مقاطعة أرومية، إيران. عدد سكان هذه القرية هو 228 في سنة 2006.